# 1354
1354 (MCCCLIV) fue un año común comenzado en miércoles del calendario juliano, en vigor en aquella fecha.

## Acontecimientos
- Comienza la Guerra del Vogtland entre los Vogte de Plauen, Weida y Gera y el sacro emperador Carlos IV del Sacro Imperio Romano Germánico.
- Abril: El rey Pedro I de Castilla contrae matrimonio en la iglesia de San Martín de Cuéllar (Segovia) con doña Juana de Castro.
- 9 de junio: Alfonso XI instaura en Burgos el regimiento con el nombramiento directo de dieciséis caballeros villanos que asumen las funciones del concejo.
- 22 de octubre: la flota catalana conquista la ciudad de Alguer, en Cerdeña.

## Nacimientos
- Beyazid I, sultán otomano.
- Julio: Constanza de Castilla, Infanta de Castilla y segunda hija de Pedro I de Castilla.

## Fallecimientos
- Cola di Rienzo, tribuno del pueblo romano.
- Huang Gongwang, pintor chino.
- Giovanni Visconti, arzobispo y Señor de Milán.
- Yusuf I de Granada, séptimo soberano de la dinastía nazarí.